# 구 경상북도청
구 경상북도청은 경상감영 부지를 이어 계속 사용하던 포정동의 경상북도청을 1966년에 산격4동으로 이전한 때부터 2016년 2월 19일에 경상북도청을 현 위치로 이전할 때까지 사용한 경상북도 청사로, 대구광역시 북구 연암로 40(산격4동 1445-3)에 있다.
경상북도청이 경상북도청신도시로 이전한 후 대구광역시청의 몇몇 부서가 들어와 있으며, 2019년 현재 경상북도남부건설사업소 등 경상북도의 일부 부서만 남아 있다. 대구광역시에서는 대구광역시청 산격청사로, 경상북도에서는 경상북도청 대구청사로 부른다.

## 같이 보기
- 동아대학교 석당박물관 : 구 경상남도청
- 대전 충청남도청 구 본관 : 구 충청남도청
- 광주 전라남도청 구 본관, 국립아시아문화전당 : 구 전라남도청